# Fmt
fmt — unix-утиліта, переформатує кожен абзац у файлі(ах) і виводить на стандартний вивід. Вона традиційно використовується наприклад для переформатування листів електронної пошти після укладення і до відправки. Синтаксис утиліти подібний в різних Unix-ах, але не ідентичний.

## Використання
fmt [-ЦИФРИ] [КЛЮЧ]. [ФАЙЛ].

### Параметри запуску
-c --crown-margin
зберігати відступи двох перших рядків
-p, --prefix=РЯДОК
форматувати тільки рядки, що починаються з РЯДКА, зберігаючи при цьому префікс рядків
-s, --split-only
розбивати довгі рядки, але не заповнювати
-t, --tagged-paragraph
відступ першого рядка відмінний від відступу другого
-u, --uniform-spacing
один пропуск після слова, два після речення
-w, --width=ЧИСЛО
максимальна ширина рядка (за умовчанням 75 стовпців)

## Приклад використання
При відправці наступного тексту
```
Lorem ipsum dolor sit amet, consectetuer adipiscing elit. Curabitur dignissim venenatis pede. 
Quisque dui dui, ultricies ut, facilisis non, pulvinar non,purus. 
Duis quis arcu a purus volutpat iaculis. Morbi id dui in diam ornare dictum. 
Praesent consectetuer vehicula ipsum. Praesent tortor massa, congue et, ornare in, posuere eget, pede.
```

команді fmt -w 50, текст буде переформатований таким чином:
```
Lorem ipsum dolor sit amet, consectetuer
adipiscing elit. Curabitur dignissim venenatis
pede. Quisque dui dui, ultricies ut, facilisis
non, pulvinar non, purus. Duis quis arcu a
purus volutpat iaculis. Morbi id dui in diam
ornare dictum. Praesent consectetuer vehicula
ipsum. Praesent tortor massa, congue et, ornare
```